# Denis Twitchett
Denis Crispin Twitchett (23 de setembro de 1925 – 24 de fevereiro de 2006) foi um Sinólogo e historiador britânico, sendo reconhecido como um dos coeditores de The Cambridge History of China.

## Biografia
Denis Twitchett nasceu em 23 de setembro de 1925 em Londres, Inglaterra, filho de um desenhista arquitetônico, e frequentou a Isleworth County Grammar School. Durante a Segunda Guerra Mundial, ele fez um curso intensivo de japonês e, pelo restante da guerra, participou das operações de Bletchley Park atuando como ouvinte em uma das estações de escuta avançadas no Sri Lanka. Denis  também passou muito tempo no Japão e teve a oportunidade de aprender com os melhores historiadores japoneses da China (que tendiam a focar na dinastia Tang, período que se tornou sua área de especialização). Após a desmobilização, ele estudou Chinês Moderno na Escola de Estudos Orientais e Africanos da Universidade de Londres por um ano (1946–47). Tendo ganhado uma bolsa para estudar Geografia em 1943 ainda como aluno do ensino médio, ele então ingressou no St Catharine's College, Cambridge, onde se formou com honras de primeira classe em Estudos Orientais em 1950.
Denis Twitchett foi professor na Universidade de Londres (1954–56) e na Cambridge (1956–60), ocupou a Cátedra de Chinês nas universidades de Londres (1960–68) e Cambridge (1968–80), e foi Professor Gordon Wu '58 de Estudos Chineses na Universidade de Princeton (1980–94). Foi membro da Academia Britânica desde 1967. Ele ampliou significativamente o papel dos estudos chineses nos círculos intelectuais ocidentais.
Denis se casou com Umeko Ichikawa em 1956. Juntos, tiveram dois filhos.